# Nintendo Switch Online
Nintendo Switch Online (NSO) ― онлайн-служба подписки для игровой консоли Nintendo Switch. Функции Nintendo Switch Online включают многопользовательскую игру через интернет, облачные сохранения, голосовой чат через приложение для смартфона, доступ к библиотеке игр Nintendo Entertainment System (NES), Super Nintendo Entertainment System (SNES), Game Boy и Game Boy Color, а также различные рекламные акции и предложения. Расширенный уровень сервиса, Nintendo Switch Online + Expansion Pack, добавляет в библиотеку игры для Nintendo 64, Sega Genesis и Game Boy Advance.
Подписка была официально запущена 18 сентября 2018 года, расширенная подписка — 25 октября 2021 года.